# وادي زقزة (ليبيا)
هو أحد أودية جبل الحساونة في جنوب ليبيا الوادي يوجد به رسوم و نقوش تاريخية يعود بعضها إلى سبعة آلاف سنة تعتبر هذه الصور و النقوش الصخرية متنوعة في تواريخها كما تعتبر لها أهمية بسبب تصويرها للعربات الحربية التي تحدث بها هيرودوت و نسبها إلى الجرمنت أحد المجموعات التي سكنت جنوب ليبيا في قرون خلت 
تم ألتقاط صور لهذه النقوش و جمعها تحت اشراف الدكتور باول جراتسيوسي رفقة البعثة العلمية الإيطالية سنة 1962 تحت رعاية الحكومة الليبية إبان المملكة الليبية لتكون أول مرة تنشر فيها صور هذه النقوش بالألوان في كتاب ( الفن الصخري في الصحراء الليبية ) 
تم اكتشاف أولى النقوش الصخرية في جنوب ليبيا في وادي الزيغن قرب مرزق بتاريخ 6/7/1850 على يد الرحالة الألماني هنريك بارث